# Йонаґуні (острів)
Острів Йонаґу́ні (яп. 与那国島, よなぐにじま, Йонаґуні-Дзіма) — найзахідніший острів в групі Яеяма островів Сакісіма архіпелагу Рюкю, та крайня західна точка Японії. Адміністративно утворює окремий округ району Яеяма префектури Окінава.
Площа острова становить 28,91 км², населення становить 1 718 осіб (2008).
Висота Йонаґуні становить 231,4 м — гора Урабе-Сан.
Найбільшими поселеннями острова є містечка Сонай та Кубора.
На острові знаходиться аеропорт.
Під водою коло острова вченими віднайдено місто зі спорудами 10000 літньої давнини.

## Галерея

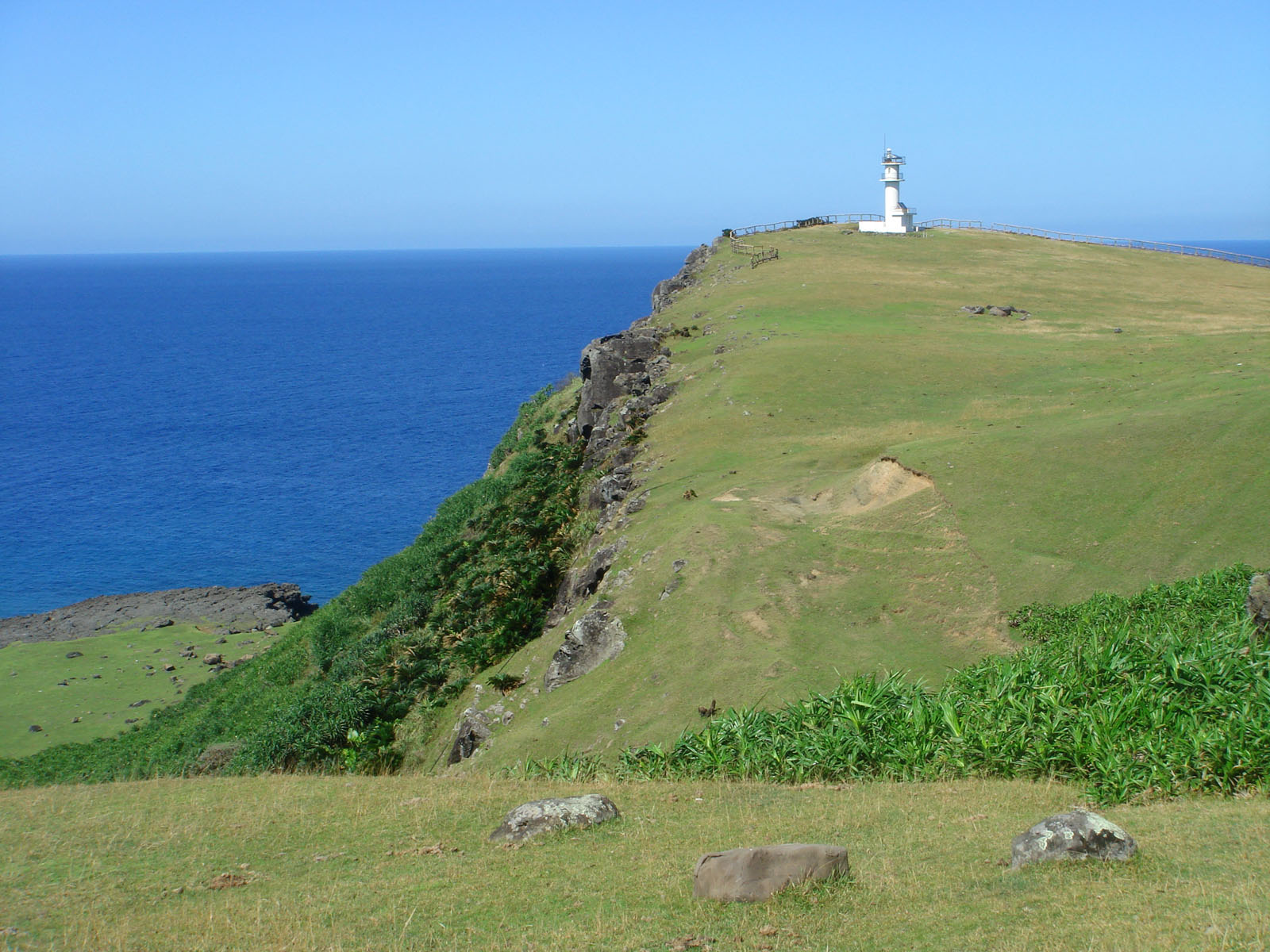
Маяк Аґарідзакі
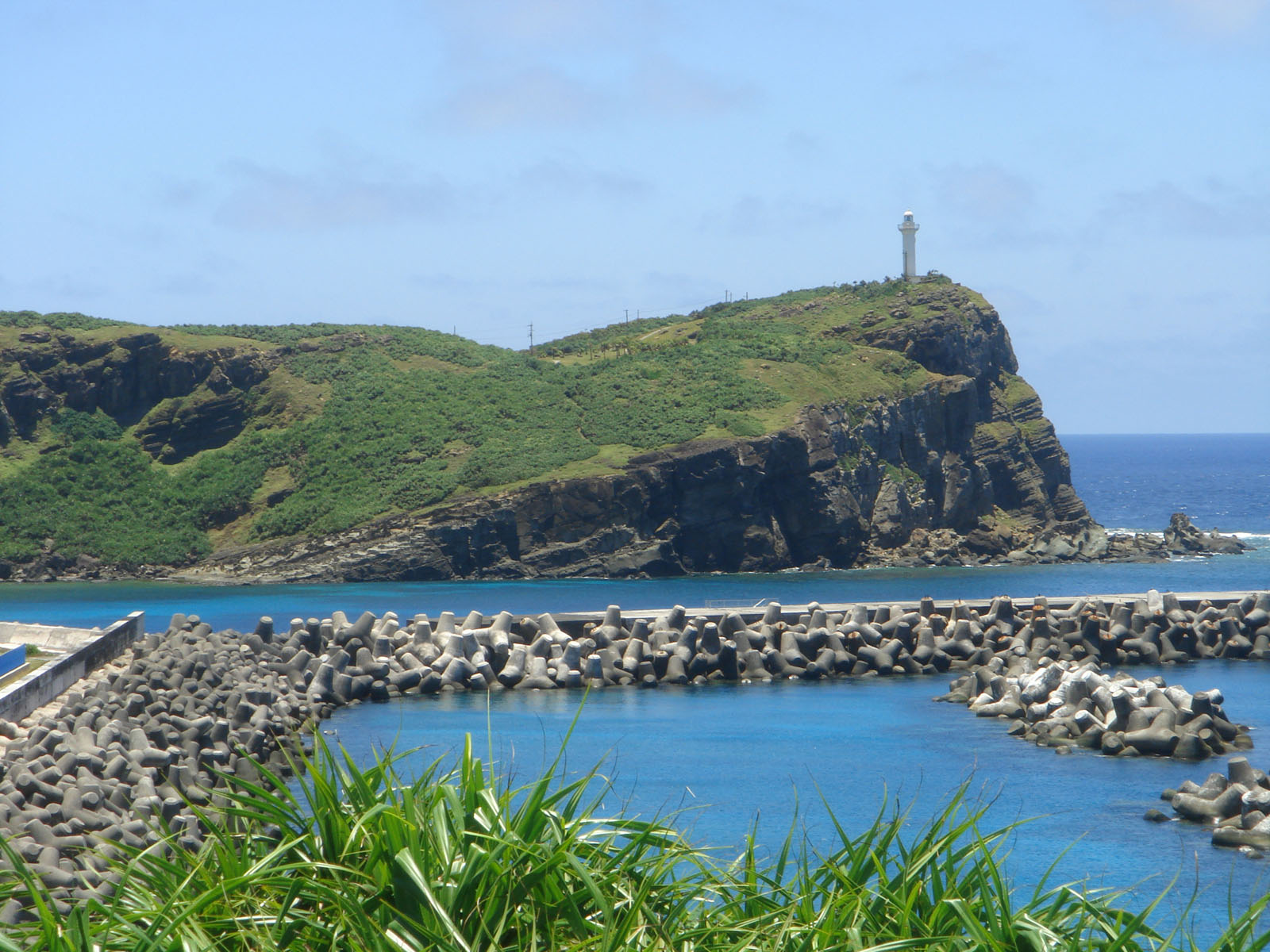
Маяк Ірідзакі
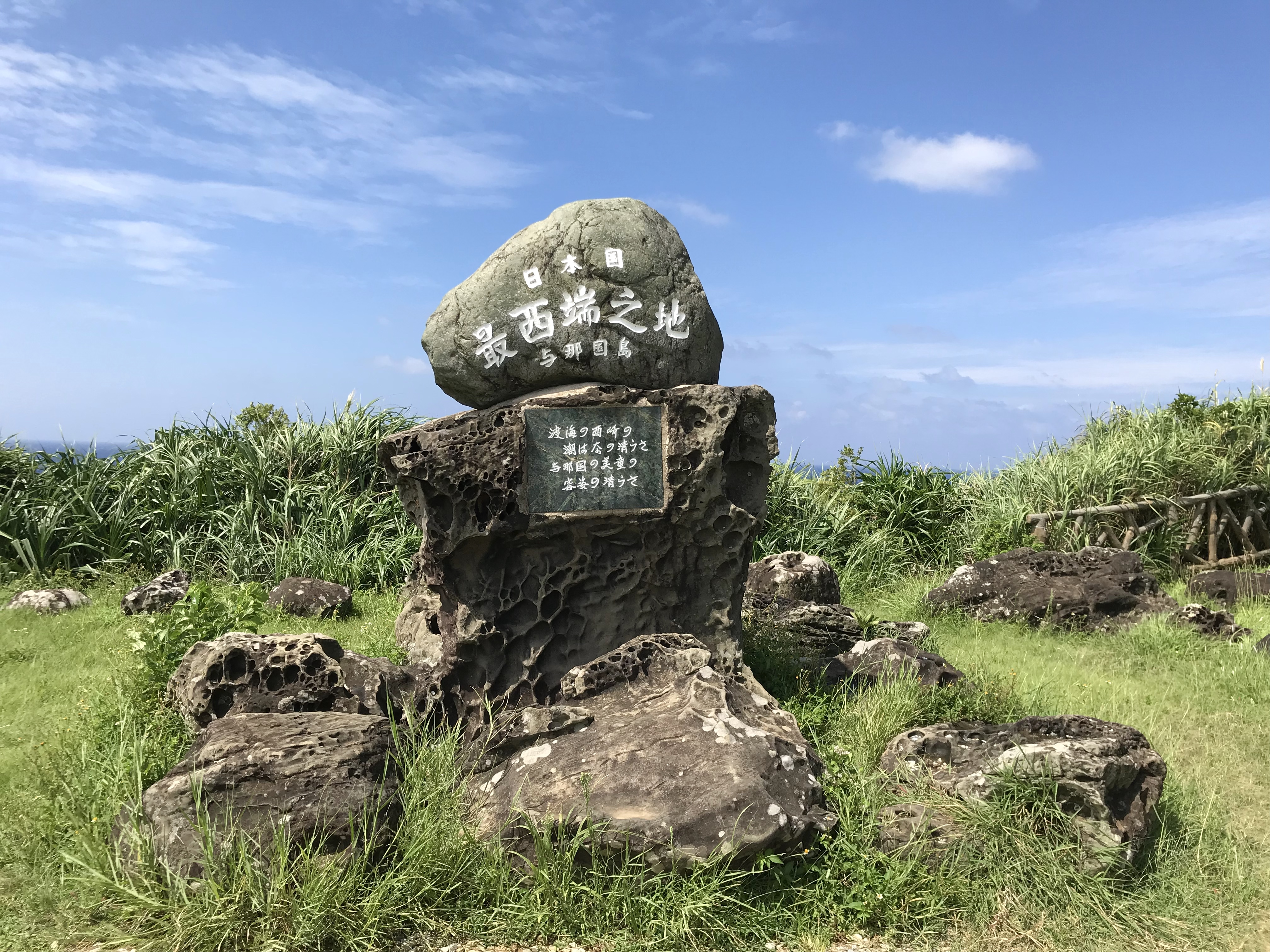
Монумент західній крайній точці Японії
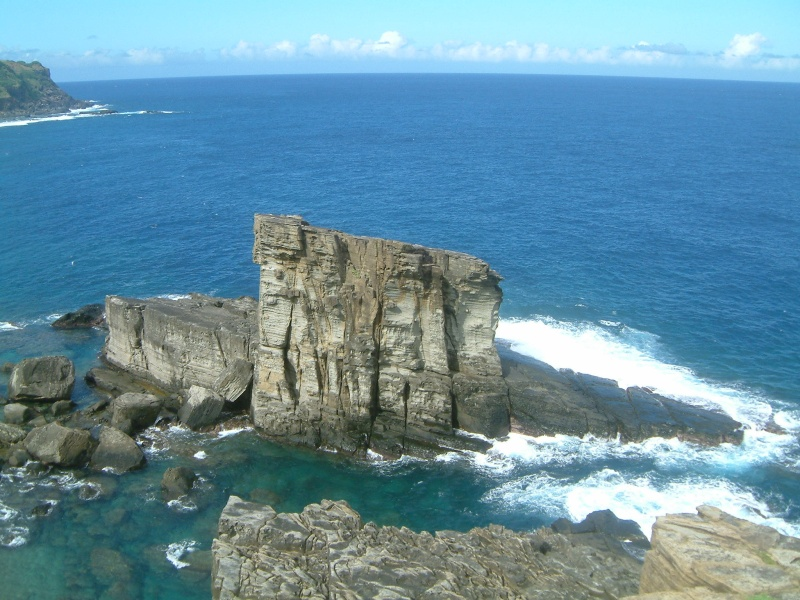
Морські скелі
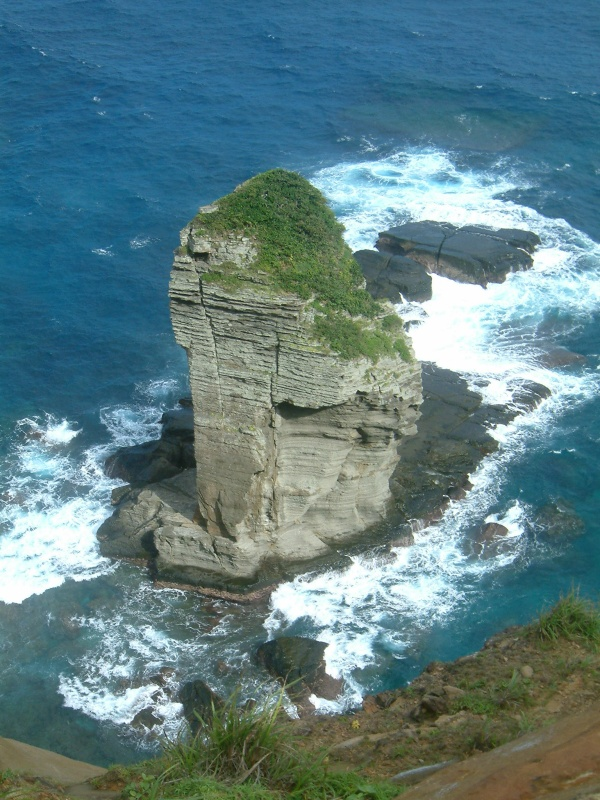
Морські скелі
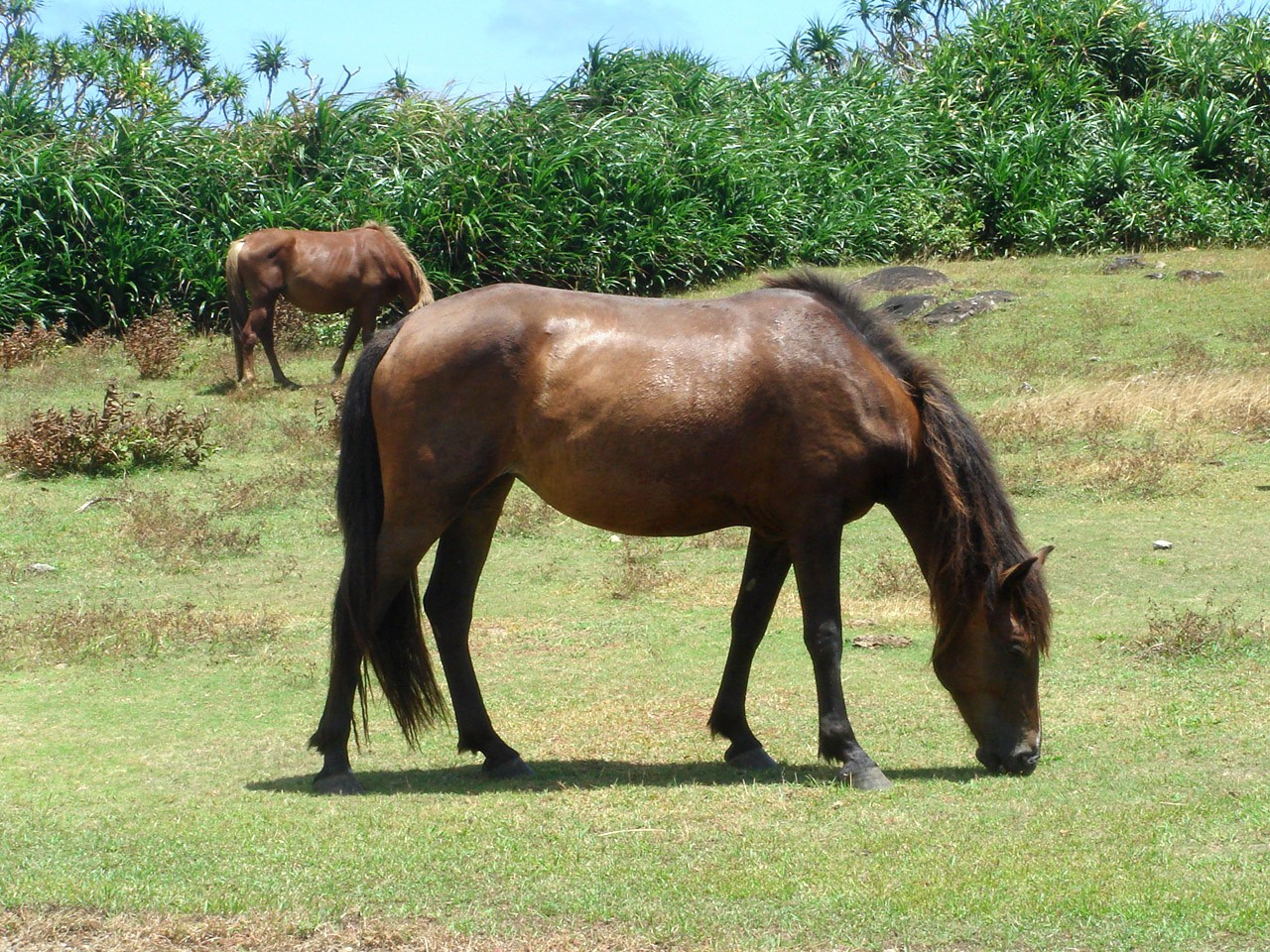
Коні
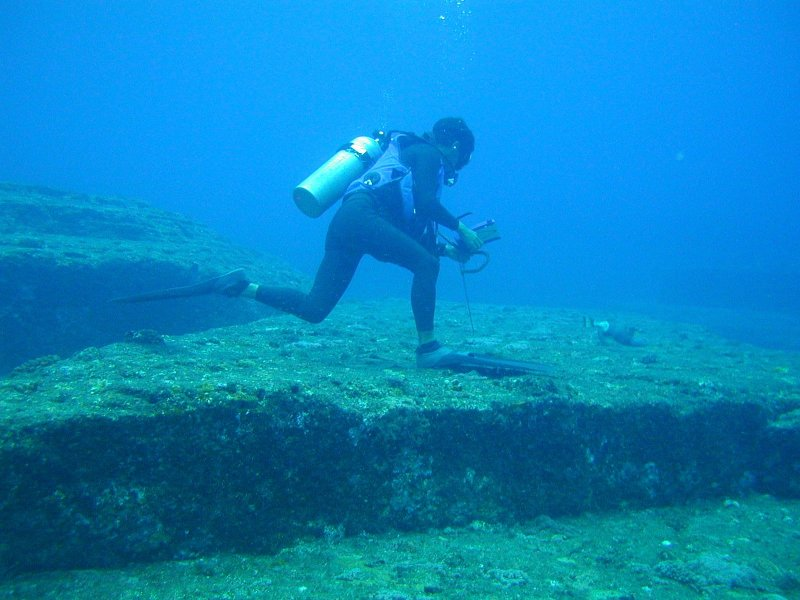
Дайвінг до руїн Скуба
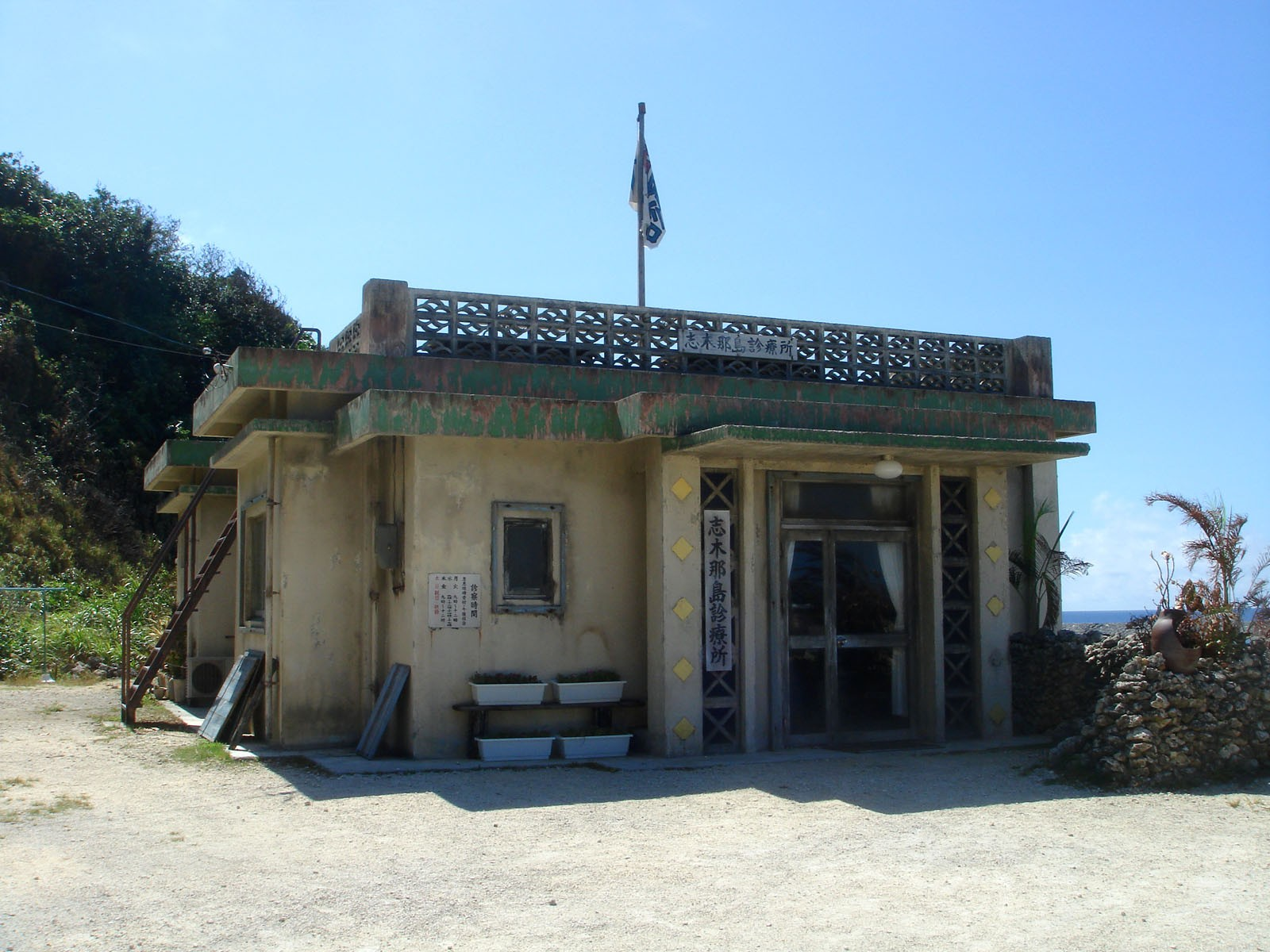
Будівля спостерігача